# دراکولا: مرده و دوستدار آن
دراکولا: مرده و دوستدار آن (به انگلیسی: Dracula: Dead and Loving It) فیلمی محصول سال ۱۹۹۵ و به کارگردانی مل بروکس است. در این فیلم بازیگرانی همچون لسلی نیلسن، پیتر مک‌نیکول، استیون وبر، امی یاسبک، لایست آنتونی، هاروی کورمن، مل بروکس، آن بنکرافت، اتسیو گرجو، مگان کاوانا، چاک مک‌کان، کلایو رویل و ایوری شرایبر ایفای نقش کرده‌اند.